# Houffalize
Houffalize es un municipio de la región de Valonia, en la provincia de Luxemburgo, Bélgica. A 1 de enero de 2019 tenía una población estimada de 5193 habitantes.

## Geografía
Se encuentra ubicada al sureste del país, en la zona de las Ardenas y en el río Ourthe, un afluente del río Mosa.

### Secciones del municipio
El municipio comprende los antiguos municipios, que se fusionaron en 1977:
| - Houffalize - Nadrin - Mont (Bélgica)Mont - Tailles - Tavigny - Mabompré - Wibrin |

### Aldeas del municipio
- en Mabompré: Bonnerue, Engreux, Vellereux
- en Mont: Dinez, Fontenaille, Sommerain, Taverneux, Wilogne
- en Nadrin: Filly, Ollomont
- en Tailles: Chabrehez, Pisserotte
- en Tavigny: Alhoumont, Bernistap, Boeur, Buret, Cetturu, Cowan, Vissoule, Wandebourcy
- en Wibrin: Achouffe, Mormont

## Demografía

### Evolución
Todos los datos históricos relativos al actual municipio, el siguiente gráfico refleja su evolución demográfica, incluyendo municipios después de efectuada la fusión el 1 de enero de 1977.
| Gráfica de evolución demográfica de Houffalize entre 1846 y 2020 |
|                                                                  |

## Ciudades hermanas
- Schaerbeek (Bélgica), desde 1952
- Saint-Pair-sur-Mer (Francia), desde 1981

El municipio de Houffalize forma parte del Douzelage, plan europeo de hermanamiento entre diversas ciudades de países integrantes de la Unión Europea.